# Bandeira do Império do Benim

A suposta Bandeira do Império do Benim é uma curiosa bandeira do Oeste Africano do século XIX, a qual é com frequência considerada (provavelmente de forma errônea) como a bandeira do Império do Benim . É uma das quatro bandeiras atualmente expostas no National Maritime Museum em Greenwich, próximo a Londres.

## Visão geral
O Museu descreve esta bandeira da seguinte forma: 

'Bandeira do Oeste Africano, provavelmente, Itsequiri (sic). É uma bandeira lã de Bunting vermelha com um guincho de linho, costurada a máquina, fixa com uma adriça de corda presa. O desenho é aplicado em tecido branco com detalhes pintados. Representa-se um homem nu decapitando outro com uma espada. A bandeira é dita como tendo sido trazida pelo almirante FW Kennedy quando voltou do Benim em 1897. 'Kennedy' está inscrito em uma etiqueta de papel ligado à corda. Os nativos itsequiris atuaram como intermediários entre o povo Edo do interior do Benim e os europeus do litoral, pois os Edos não faziam esses trajetos. 
A expedição Benim foi executada em represália a um ataque contra uma missão britânica a serviço do “Protetorado da Costa do Níger” por forças do Obá do Benim. Foi uma operação militar naval e terrestre sob o comando do contra-almirante Harry Holdsworth Rawson CB com tropas  locais. As cidades de Guato e Sapobar foram atacadas por forças destacadas, enquanto a parte principal da expedição marchou sobre Benim. A cidade foi capturada e queimado acidentalmente. O obá Ovonramuém (Overami) foi exilado para a Calabar, onde morreu em 1914. Os famosos bronzes do Benim foram removidos pelos britânicos '

Há, portanto, alguma incerteza sobre a origem exata da bandeira, se veio do do próprio Benim ouse  foi utilizada pelas forças de seus aliados itsequiris. O nome "Kennedy" na etiqueta de papel anexado parece indicar que fora trazida de volta pelo almirante FW Kennedy depois da expedição de 1897 expedição contra Benim, sendo por isso considerada de origem Benim. A bandeira, porém, é extremamente semelhante a três outras bandeiras do Oeste Africano. O museu a apresenta como não tendo origem no próprio Benim, mas do povos itsequiris vizinhos. Esses pavilhões foram projetados para uso em barcos das forças leais ao líder itsequiri Nana Olomu (1852-1916).O  Almirante Kennedy não estava presente na expedição britânica contra Nana Olomu, realizada três anos antes, mas ele está, porém, associado a essas bandeiras (cat. Nr. AAA0455), que está identificado com o nome 'NANNA FILHO ALLUMA', algo que é definitivamente itsequiri Uma origem itsequiri seria um argumento contra a bandeira acima ter sido  um emblema aceito no Benim.

## Situação hoje
Em tempos mais recentes, a bandeira tem atraído a atenção por ser incomum e ganhou alguma popularidade na Internet por seu aspecto gráfico altamente distintivo.